# Целинное (Тимирязевский район)
Целинное (каз. Целинное) — село в Тимирязевском районе Северо-Казахстанской области Казахстана. Административный центр Целинного сельского округа. Находится примерно в 36 км к северо-западу от села Тимирязево, административного центра района, на высоте 185 метров над уровнем моря. Код КАТО — 596263100.
В 10 км к юго-востоку находится озеро Кумдыколь.

## История
Указом ПВС Казахской ССР от 16.08.1971 года населенный пункт Победа переименован в село Целинное.

## Население
В 1999 году численность населения села составляла 630 человек (314 мужчин и 316 женщины). По данным переписи 2009 года, в селе проживало 332 человека (179 мужчин и 153 женщины).